# WinJS
Windows for JavaScript (аббревиатура WinJS) — JavaScript-библиотека с открытым исходным кодом, разработанная компанией Microsoft. Создана для облегчения разработки приложений Магазина Windows для устройств на операционных системах Windows 8, Windows 8.1, Windows 10, Xbox One и Windows Phone, используя HTML5 и CSS3, как альтернативу использованию XAML и C#, VB.NET или C++ (CX).
WinJS вначале предназначалась только для приложений магазина Windows, но была перезапущена с целью работы в любом браузере.
В апреле 2014 года на конференции разработчиков Microsoft Build WinJS была выпущена под лицензией Apache 2.0 как открытое программное обеспечение с поддержкой других платформ Microsoft. Также был запущен сайт библиотеки, демонстрирующий её возможности.

## Обзор
WinJS облегчает разработку приложений Магазина Windows, используя HTML5 и JavaScript. Библиотека состоит из модулей и функций, отображающих компоненты Windows Runtime надлежащим образом и согласующихся с логикой JavaScript. WinJS позволяет добавлять элементы управления пользовательского интерфейса для Windows в формате HTML. Поддерживается привязка данных, шаблоны.
Другие JavaScript-фреймворки, такие как JQuery, могут работать с WinJS. Библиотека обладает дополнительными декларациями для работы с TypeScript, которая является надстройкой JavaScript с аннотациями. TypeScript позволяет организовывать код при сохранении совместимости с JavaScript.

## Особенности
- Пользовательский интерфейс с поддержкой сенсорного управления, мыши и клавиатуры.
- Привязка данных (data binding)

## История версий

### WinJS 1.0
Первая версия WinJS. Релиз состоялся вместе с Windows 8.0.

### WinJS 2.0
Данная версия была выпущена как проект с открытым исходным кодом под лицензией Apache 2.0 на сервисе GitHub. Проект призван быть кросс-платформенным и совместимым с другими браузерами. Следующие версии была производными от WinJS 2.0:
- WinJS 2.0 для Windows 8.1
- WinJS Xbox 1.0 для Windows
- WinJS Phone 2.1 для Windows Phone 8.1

### WinJS 3.0
WinJS 3.0 была выпущена в сентябре, 2014 с фокусом на:
- Поддержку популярных браузеров/платформ на HTML так же, как и Apache Cordova
- Модульность JavaScript, позволяющую разработчикам контролировать свой код для оптимизации производительности и нагрузки. Стало возможным загружать только те модули библиотеки WinJS, в которых они нуждаются для веб-сайта и/или приложения.
- Улучшены

### WinJS 4.0
Превью-версия WinJS 4.0 была анонсирована 27 марта 2015 года
Развитие WinJS прекращено 26 апреля 2019 года